# Aîné aborigène d'Australie

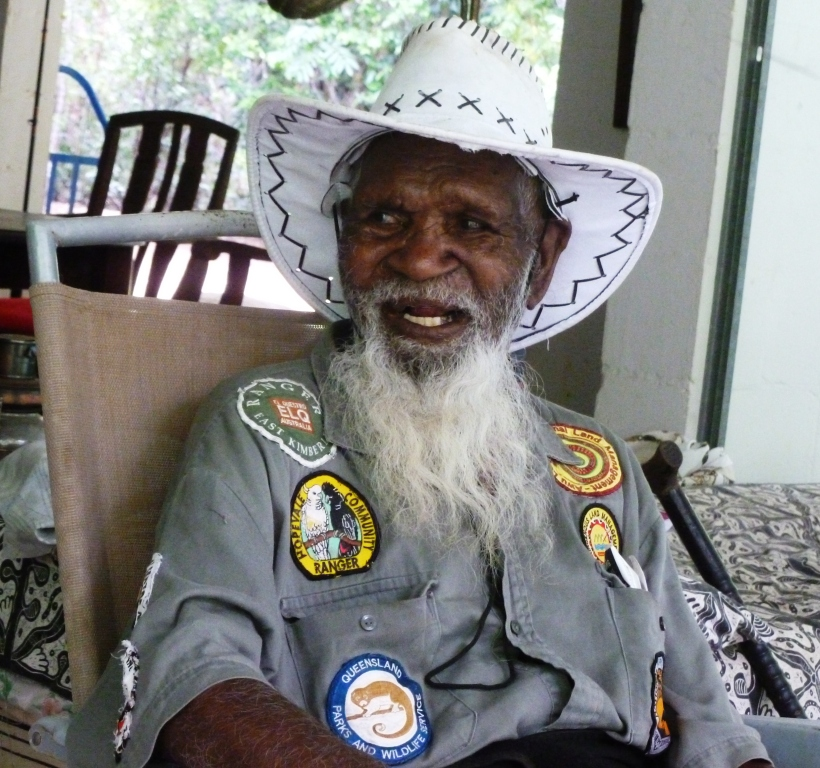
Le docteur Tommy George, l'un des derniers détenteurs de l'histoire de l'art rupestre local (ici en 2011).

Un aîné aborigène d'Australie est une figure très respectées dans leurs communautés aborigènes et insulaires du détroit de Torres, en Australie. Un aîné est défini comme « quelqu'un qui a acquis la reconnaissance en tant que gardien des connaissances et des traditions, et qui a la permission de divulguer ses connaissances et ses croyances »,.

## Rôle
Homme ou femme de tout âge, l'aîné doit avoir la confiance et le respect de sa communauté pour sa sagesse, ses connaissances culturelles et son service communautaire,. Les aînés conseillent et guident leur communauté et partagent leurs connaissances, ce qui contribue à résoudre les problèmes de santé, d'éducation, de chômage et de racisme, notamment pour les plus jeunes générations,.
On peut les distinguer en deux types : les aînés communautaires et les aînés traditionnels. Les aînés jouent un rôle important dans le maintien de la culture, des lignes de chanson, des histoires orales, des histoires sacrées, des langues aborigènes d'Australie et de la danse, et sont également des éducateurs qui font mettent leurs compétences au service de la résolution de conflits. Les aînés président également les cérémonies et autres pratiques spirituelles, et s'occupent de la santé et du bien-être des jeunes.
The Dreaming Path, un livre écrit par le premier directeur général aborigène d'un institut d'enseignement professionnel australien, Paul Callaghan, en collaboration avec l'oncle Paul Gordon, un aîné ngiyampaa (en), décrit le rôle important joué par les aînés dans la société aborigène. Certaines organisations ont créé des programmes officiels d'« aînés en résidence », comme le projet « Aînés sur le campus » de l'Université d'Australie-Méridionale, qui aide à soutenir les étudiants autochtones,.

## Influence
Les aînés sont parfois appelés « oncle » ou « tante » en signe de respect, mais uniquement lorsqu'ils en ont la permission,,, comme l'oncle Jack Charles.
Organisation de défense de l'autodétermination, le gouvernement provisoire aborigène (en) était initialement dirigé par un « Conseil des aînés », conformément aux « traditions et croyances des groupes aborigènes de tout le pays ».